# SpontanTango
SpontanTango – tango na ulicach miasta, czyli spontaniczny taneczny happening tanga argentyńskiego w Polsce. Jest to krótka 1-2-godzinna uliczna milonga. 